# Josep Gudiol Ricart
Josep Gudiol Ricart född 5 juli 1904 i Vic, död 17 oktober 1985 i Barcelona, var en spansk arkitekt och konsthistoriker.
Han var brorson till prästen Josep Gudiol i Cunill och även far till målaren Montserrat Gudiol. 
Efter att ha studerat arkitektur i Barcelona arbetade han med Institut d'Estudis Catalans. Han utökade sina kunskaper i USA (1930-1931), där han kom i kontakt med viktiga latinamerikaner som Chandler Rathfon Post och Walter William Spencer Cook. 1936 publicerade han "Cristales Catalanes" i samlingen "Monumenta Catalunyae" och, redan mitt under det spanska inbördeskriget, syntesen "Gotisk målning i Katalonien".
1931 deltog han tillsammans med Rafael Masó i Valentí i de första studierna av den arkeologiska platsen i den iberiska staden Ullastret, och utarbetade den första topografiska planen för denna plats. Denna händelse spelades in i sjunde volymen av Institut d'Estudis Catalans årsbok.
När han återvände till Barcelona 1941 grundade han Amatller Institutet för latinamerikansk konst, och regisserade den nya scenen i Galerías Layetanas, där han introducerade den nya generationen av avantgardistiska katalanska målare.
Gudiol dog 1985, vid 81 års ålder, i Barcelona.